# Stazione di Hall in Tirol
La stazione di Hall in Tirol è una fermata ferroviaria situata ad Hall in Tirol.

## Strutture e impianti
I binari che vengono utilizzati maggiormente sono il 2 e il 3, mentre il primo binario, dove è presente un banchina di attesa di piccole dimensioni, viene utilizzata per il passaggio di piccoli treni.
Di fianco alla stazione si trova uno scalo merci servito da circa 25 binari.

## Movimento
La fermata è usufruita da treni regionali austriaci ma anche dalle linee suburbane di Innsbruck. 

## Servizi
La stazione offre servizi ai viaggiatori, che si possono rilassare nelle presenti panchine in banchina d'attesa. Si trovano anche macchinette del caffè e snack dolci o salati. In banchina è presente anche una tettoia per ripararsi. Inoltre, vi è una casella postale.
La stazione è accessibile a persone in sedia a rotelle.

## Interscambi
Appena fuori dalla stazione si trova un parcheggio e la fermata dell'autobus.